# 峰城 (亞利桑那州)
峰城（英語：Castle Butte）是位於美國亞利桑那州納瓦霍縣的一個非建制地區。該地的面積和人口皆未知。

## 地理
峰城的座標為35°18′17″N 110°20′55″W / 35.30472°N 110.34861°W，而該地的平均海拔高度為1770米（即5807英尺）。